# 大草村 (長崎県)
大草村（おおくさむら）は、長崎県西彼杵郡にあった村。1955年（昭和30年）に南隣の喜々津村および西隣の伊木力村と合併し、多良見村となった。
現在の諫早市多良見地域の中部にあたる。

## 地理
- 山：鎌倉山、虚空蔵山、普賢岳、水洗山
- 港湾：大村湾

## 沿革
- 1889年（明治22年）4月1日 - 町村制施行により、西彼杵郡大草村が単独村制にて発足。
- 1898年（明治31年）11月27日 - 九州鉄道長崎線（のち日本国有鉄道長崎本線）が開業し、当村域に大草駅が設置される。
- 1955年（昭和30年）2月11日 - 喜々津村・伊木力村と合併して多良見村が発足し、大草村は自治体として消滅。

## 地名
名を行政区域とする。大草村は1889年の町村制施行時に単独で自治体として発足したため、大字は無し。
- 西園名
- 野副名
- 東園名
- 元釜名

## 交通

### 鉄道
日本国有鉄道
- 長崎本線

（喜々津村） - 大草駅 - （伊木力村）
現在、旧村域には大草駅のほか、1966年（昭和41年）に東園信号場より駅に昇格した東園駅が設置されている。

## 学校
- 大草小学校